# São João do Araguaia
São João do Araguaia is een gemeente in de Braziliaanse deelstaat Pará gelegen aan de benedenloop van de Araguaia. De gemeente telt 11.923 inwoners (schatting 2009).

## Galerij

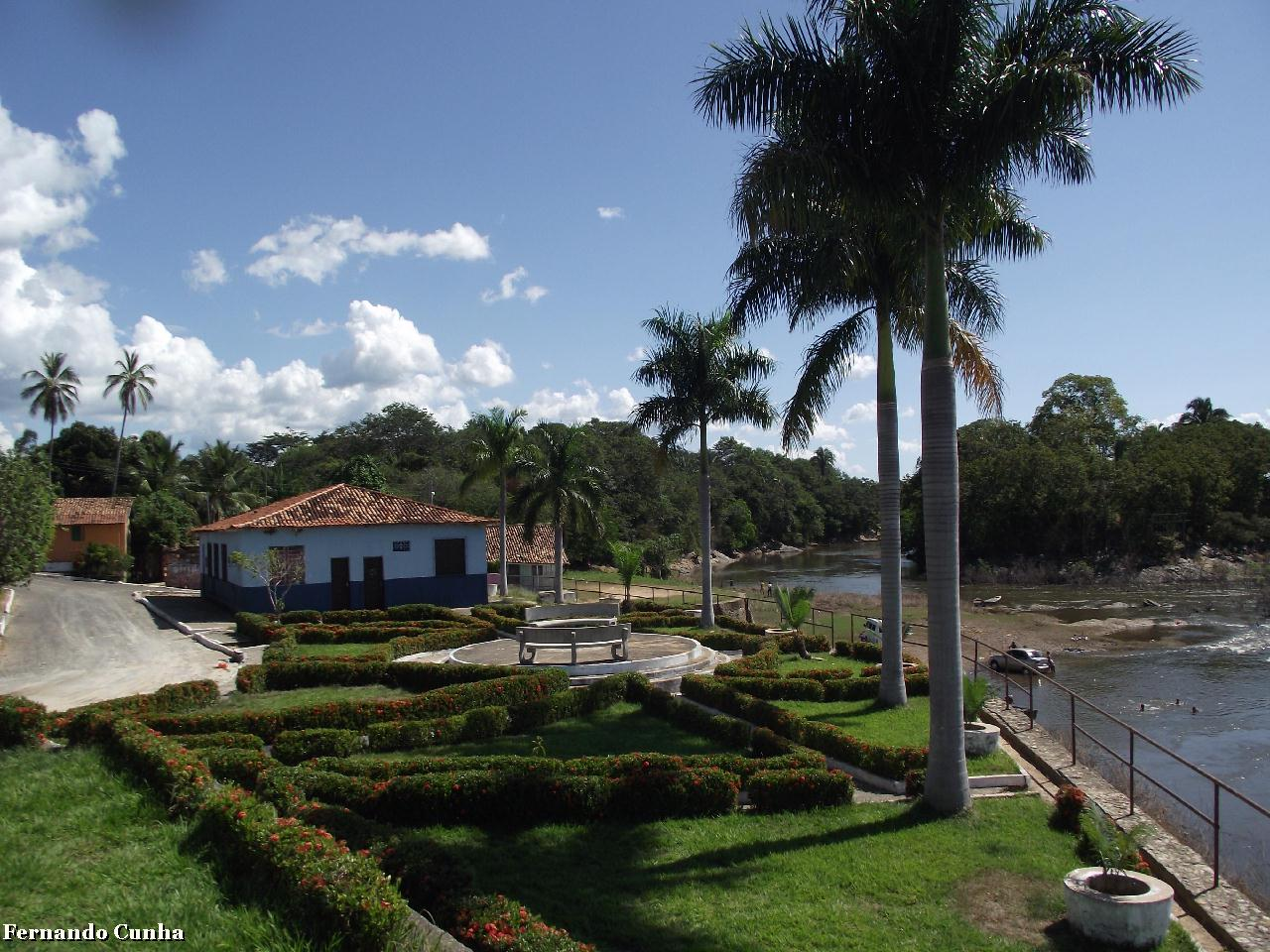
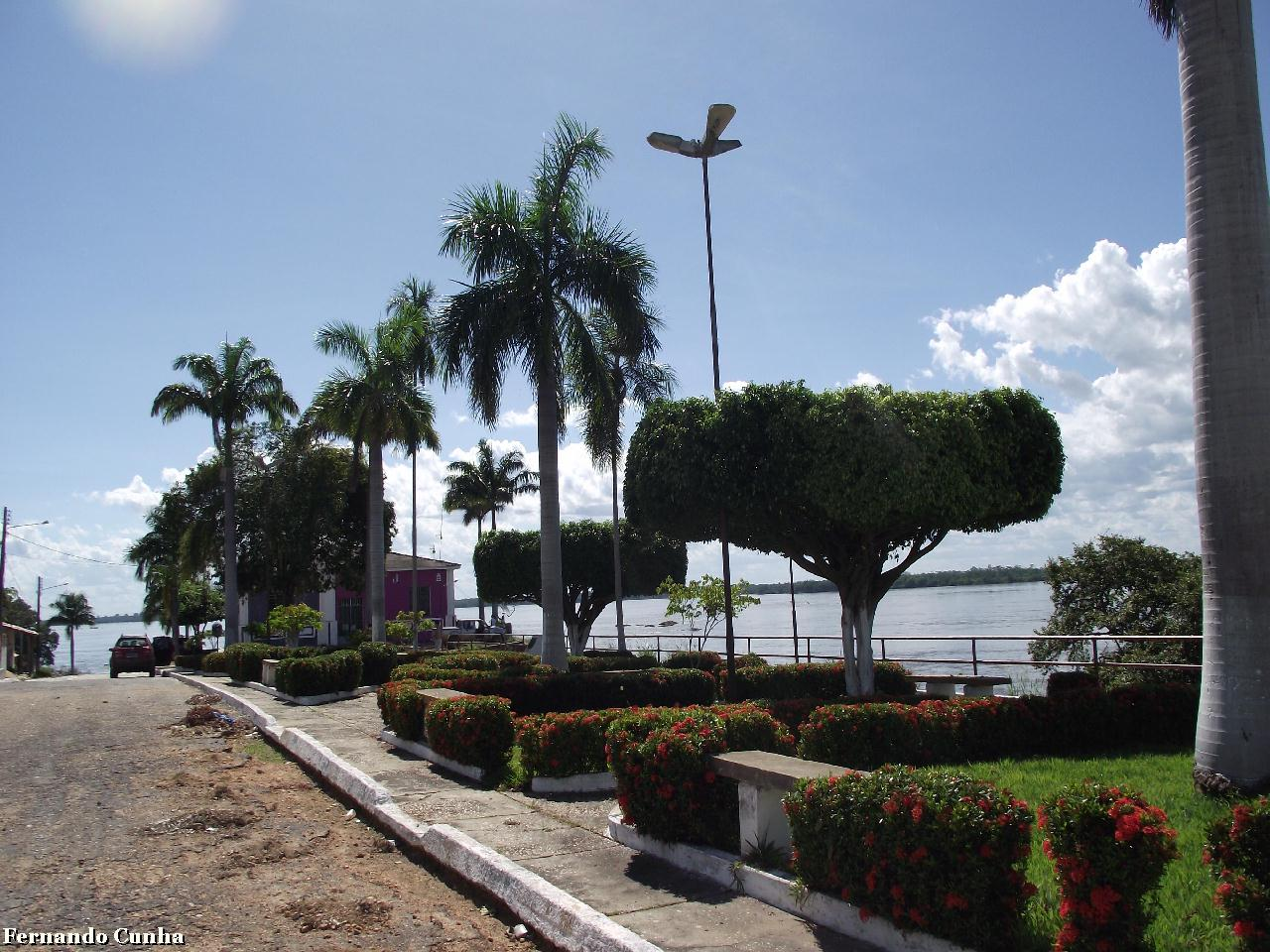